# Mont Xiqiao
Le mont Xiqiao (chinois simplifié : 西樵山 ; chinois traditionnel : 西樵山 ; pinyin : xi qiáo shān) est un volcan éteint, situé dans la province chinoise du Guangdong, dans le district de Nanhai de la ville-préfecture de Foshan.
Situé à 68 km de Canton, il s'étend sur 14 km2, comprend 72 pics dont le plus haut culmine à 346 m.

## Parc national
Le parc paysager du mont Xiqiao (西樵山风景名胜区) fut proclamé parc national le 1er août 1988.